# Автошлях E002
Європейський маршрут Е002 — європейський автомобільний маршрут категорії Б, що проходить через Азербайджан і Вірменію і з'єднує міста Саатли, Мегрі, Ордубад, Джульфа, Нахічевань, Садарак.

## Маршрут
- Азербайджан
  - Алят
  - Садарак